# Interplanetary Transport System
Pour les articles homonymes, voir ITS.
 (juin 2018).
 (juin 2018).
L'Interplanetary Transport System ou ITS (en français, Système de transport interplanétaire, auparavant Mars Colonial Transporter) est un projet du constructeur aérospatial américain SpaceX dont l'objectif est de développer un lanceur lourd et un vaisseau spatial réutilisables permettant de déposer sur Mars un équipage d'une centaine de personnes. Selon les plans dévoilés en septembre 2016, le premier vol vers la planète Mars était envisagé pour 2023. Le projet, qui serait développé grâce aux bénéfices dégagés par SpaceX et la fortune personnelle de son fondateur Elon Musk, prévoit à terme l'implantation d'une colonie permanente sur Mars. En 2017, le BFR a pris la suite de l'ITS.

## Contexte

### Mars, prochaine étape du programme spatial habité?
Depuis que l'homme s'est posé sur la Lune en 1969 dans le cadre du programme Apollo, la planète Mars constitue pour certains la prochaine étape du programme spatial habité. Bien qu'elle soit plus éloignée du Soleil que la Terre (ensoleillement deux fois plus faible) et beaucoup plus petite que celle-ci (moitié du diamètre), Mars est la planète dont les caractéristiques sont les plus proches de celles de la Terre. Mars est aujourd'hui une planète froide, sèche et presque dépourvue d'atmosphère, mais dans un lointain passé elle a été chaude et l'eau a coulé à sa surface. Plus éloignée de la Terre que Vénus, elle se situe néanmoins à une distance permettant à un vaisseau spatial de l'atteindre en 6 à 9 mois en suivant une trajectoire économisant la consommation d'ergols. L'eau ne coule plus à la surface, mais elle est abondante dans les calottes polaires et dans les zones ombragées des cratères situés à des latitudes même très basses. Les principaux éléments chimiques nécessaires à l'établissement d'une colonie (oxygène, azote, hydrogène, carbone) sont présents soit dans l'atmosphère soit dans le sol de la planète. 
Mais un projet de mission vers Mars demande des moyens financiers bien supérieurs à ceux du programme Apollo qui avait été lancé grâce à un concours de circonstances particulièrement favorables (Guerre froide, embellie économique). Un vol habité vers Mars représente un défi technique et humain sans commune mesure avec une expédition lunaire : taille des vaisseaux, système de support de vie fonctionnant en circuit fermé sur de longues durées (plusieurs centaines de jours), fiabilité des équipements qui ne peuvent être réparés ou dont la redondance ne peut être systématiquement assurée, problèmes psychologiques d'un équipage confiné dans un espace restreint dans un contexte particulièrement stressant, problèmes physiologiques découlant de l'absence de gravité sur des périodes prolongées ainsi que l'effet des rayonnements sur l'organisme.
Depuis le début des années 1960, différentes études sur le sujet ont été réalisées et ont exploré les scénarios et les solutions techniques. Plusieurs points sont particulièrement débattus : trajectoire en opposition ou en conjonction, recours à la propulsion nucléaire, taille de l'équipage, utilisation de l'aérocapture pour se freiner à l'arrivée sur Mars, méthode d'atterrissage sur Mars, production du carburant du voyage de retour in situ, nombre et tonnage des engins spatiaux à lancer. Les avant-projets les plus aboutis émanent de la NASA, forte de son rôle de pionnier et agence spatiale civile la mieux dotée, qui affine une solution lourde (Mars Design Reference Architecture) nécessitant de placer entre 850 et 1 250 tonnes en orbite terrestre basse via une dizaine de lancements, mais également de groupes de passionnés regroupés dans des associations comme la Mars Society qui préconisent une solution moins coûteuse – Mars Direct – ne nécessitant que deux lancements. Tous ces scénarios reposent sur le développement de technologies clés telles que l'aérocapture, la dépose de masses élevées sur le sol martien et l'extraction des ressources à partir de l'atmosphère ou du sol martiens.
Le succès des missions robotisées sur Mars, le manque de maturité des technologies nécessaires mais surtout le coût particulièrement important d'un tel projet (plusieurs centaines de milliards US$ pour la NASA) a jusqu'à présent empêché toute concrétisation du projet martien. La contrainte budgétaire est bien illustrée par le fait que la mission de retour d'échantillons martiens (sans équipage) bien que mettant en jeu des moyens financiers bien plus modestes et par contre présentant un intérêt scientifique de premier plan, n'a pas réussi jusqu'à présent à trouver de financement. L'abandon du programme Constellation à destination de la Lune mais avec des objectifs martiens à moyen terme a sonné le glas des projets d'envoi de l'homme sur Mars qui n'est plus évoqué que comme une perspective lointaine par les agences spatiales.

### Le projet martien de Elon Musk
Elon Musk est le fondateur de la société aérospatiale SpaceX (2002) qui s'est illustrée par une utilisation des fonds alloués par l'agence spatiale américaine, la NASA, pour le développement du lanceur Falcon 9 et du vaisseau destiné à ravitailler la Station spatiale internationale. Le nouveau lanceur produit à des prix particulièrement concurrentiels a bouleversé le marché des lancements de satellites. SpaceX a par ailleurs mis au point une technique de récupération du premier étage qui fonctionne sans qu'on sache en 2016 si elle pourra déboucher sur un véritable abaissement des coûts. Elon Musk est également le directeur en exercice et l'actionnaire de la société de construction de véhicules automobiles électriques Tesla Motors, rapidement devenue un leader dans son domaine. Sa fortune était évaluée en 2016 à environ 13 milliards US$.
Depuis ses débuts dans le domaine spatial en 2002, Elon Musk s'est donné comme objectif d'amener l'homme sur Mars en développant progressivement l'ensemble des technologies et des moyens nécessaires à ce programme. Une des motivations citées est de permettre à l'humanité de survivre à une catastrophe planétaire qui balaierait toute civilisation de la surface de la Terre (astéroïde de grande taille…) grâce à l'installation de colonies permanentes sur d'autres planètes telles que Mars. Un autre objectif est de donner les moyens à l'homme de poursuivre son exploration de l'univers.

## Historique du projet

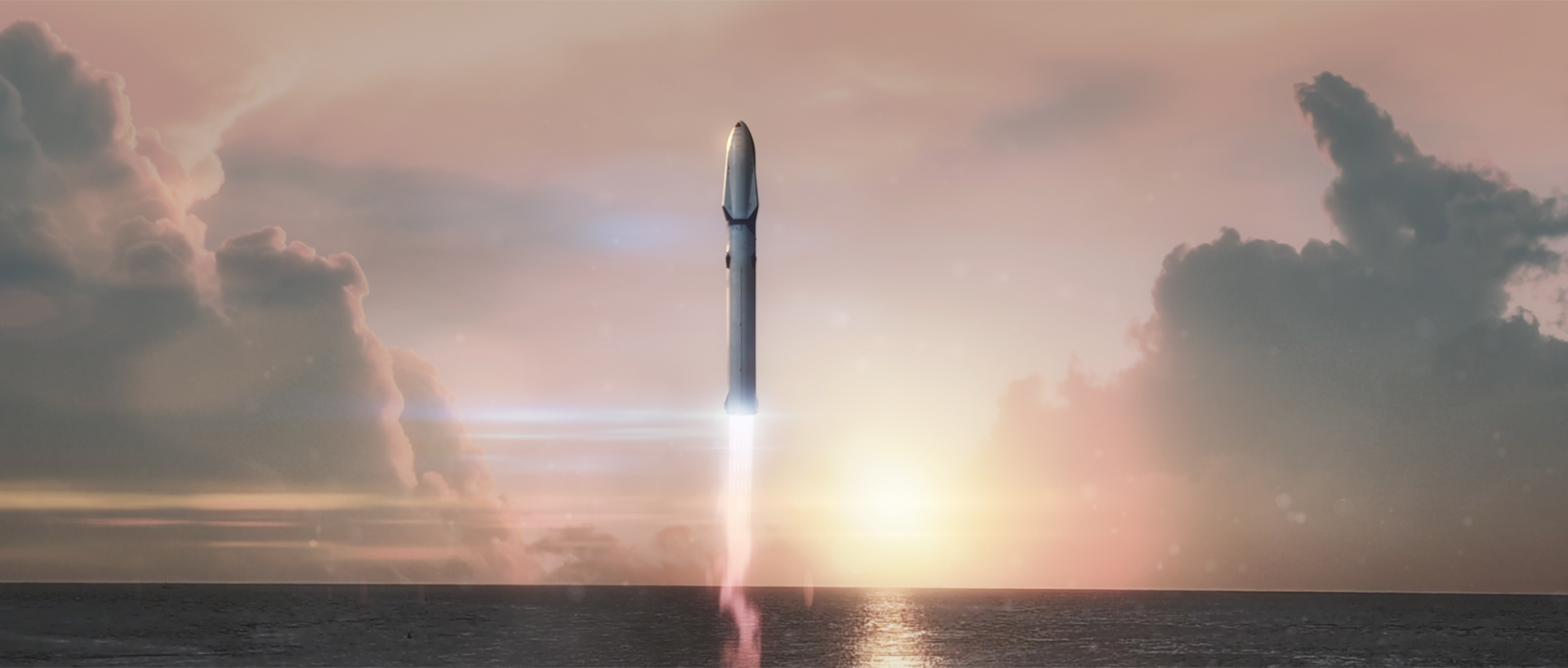
Décollage.

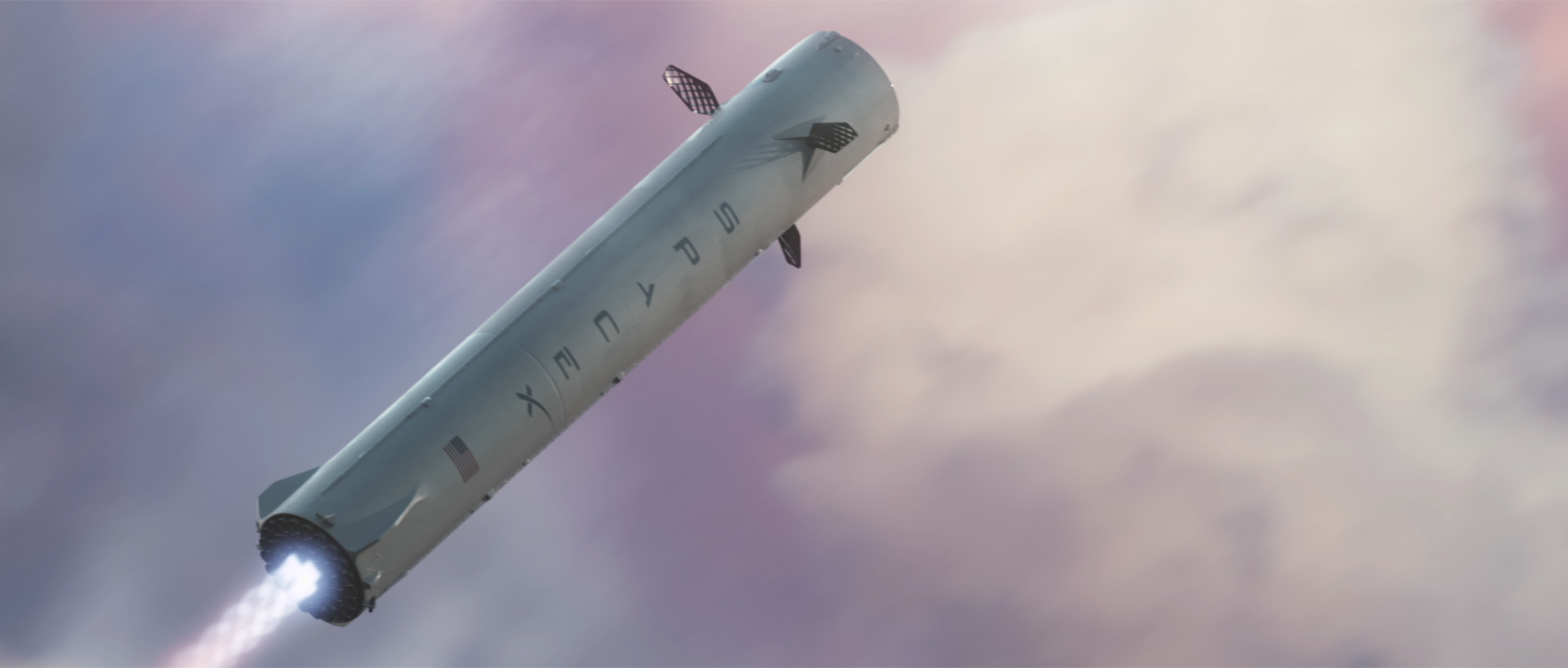
Retour du premier étage sur Terre.

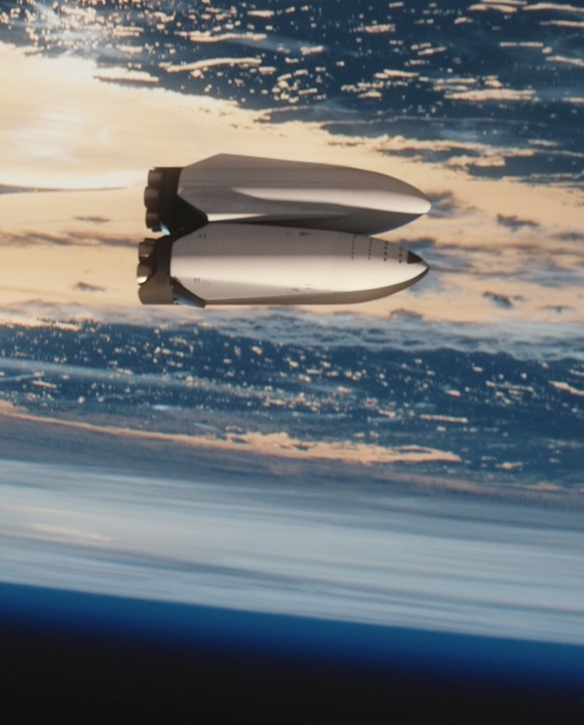
Ravitaillement en ergols du transporteur par le ravitailleur.

SpaceX a commencé le développement du moteur de fusée Raptor destiné au Transporteur Colonial Martien avant 2014. Le PDG de SpaceX, Elon Musk a dévoilé les détails de l'architecture de la mission spatiale au Congrès international d'astronautique qui a eu lieu du 26 au 30 septembre 2016. Musk a déclaré en juin 2016, qu’un premier vol sans pilote du MCT à destination de Mars est prévu dès 2022, et le premier MCT habité partira en 2024.
En 2007, Elon Musk a fait part de son objectif de rendre l'exploration et la colonisation de Mars possible,. Il a déclaré dans une interview en 2011 qu'il espérait envoyer des humains à la surface de Mars dans les 10 - 20 prochaines années. Fin 2012, Musk a déclaré envisager une colonisation de Mars par des dizaines de milliers de colons arrivant à partir du milieu des années 2020,,.
En octobre 2012, Musk a déclaré son intention de construire un deuxième système de fusée réutilisable aux capacités bien supérieures aux Falcon 9 et Falcon Heavy Ce nouveau véhicule sera « une évolution du Falcon 9 de SpaceX [...] en beaucoup plus grand ». Mais Musk a indiqué que SpaceX ne ferait pas de déclaration publique à ce sujet jusqu'en 2013,. En juin 2013, Musk a déclaré qu'il avait l'intention de retarder l’introduction en bourse de SpaceX jusqu'à ce que le « Transporteur Colonial Martien vole régulièrement »,.
En février 2014, Musk a déclaré que le Transporteur Colonial Martien serait « 100 fois plus grand qu'un SUV » et capable d’emmener 100 personnes à la fois vers Mars. Le chef du développement du moteur Raptor, Tom Mueller, a déclaré que SpaceX utiliserait neuf moteurs Raptor par fusée, suivant une configuration similaire à l'utilisation des neuf moteurs Merlin sur les Falcons 9. Selon lui, le MCT sera capable de « mettre plus de 100 tonnes de fret sur Mars » par vol,. Début 2014, une estimation de la taille de la fusée de lancement du MCT montrait qu’elle devrait posséder un diamètre d’au moins 10 mètres, soit près de trois fois le diamètre et plus de sept fois la section transversale d’un Falcon 9.
Les premiers plans du véhicule de lancement du MCT rendus public en avril 2014 consistaient en un ou trois lanceurs d’un diamètre de 10 mètres (33 pieds) comparable à la Saturn V. À l'époque, il était envisagé d’utiliser neuf moteurs Raptor LOX / méthane par propulseur,. La possibilité d'éliminer la version trois propulseurs pour un unique lanceur mais de plus grand diamètre (de 12,5 à 15 mètres) a été évoquée fin 2014  puis confirmée par Elon Musk début 2015.
En août 2014, des sources médiatiques ont spéculé qu’un vol test initial du véhicule de lancement super lourd pourrait se produire dès 2020, et ce, dans le but de tester les moteurs dans des conditions de vol orbital,.
En janvier 2015, Musk déclarait espérer rendre publics les détails de la « toute nouvelle architecture » pour le système de transport vers Mars dès la fin 2015, mais ces plans ont dû être changés et en janvier 2016, Musk indiquait que l'architecture des missions martiennes et la prochaine génération de fusées et d'engins spatiaux SpaceX serait rendues publiques lors de la conférence du Congrès international d'astronautique, qui est prévu pour septembre 2016,.
En avril 2016, Elon Musk déclare vouloir faire atterrir sur Mars une capsule Dragon en 2018 et commencer alors un programme intensif prévoyant d'envoyer des vaisseaux à destination de Mars tous les deux ans quand la Terre et Mars entrent en opposition. Cette séquence devait aboutir par une mission habitée qui devait toucher le sol de la planète rouge en 2025,. Début septembre 2016, Musk décide de changer le nom du MCT car le système est maintenant prévu pour être capable d'aller bien au-delà de Mars. Ainsi, la nouvelle dénomination ne mentionne plus Mars mais désigne le projet en tant que Système de Transport Interplanétaire (de l’anglais Interplanetary Transport System (ITS)).

## Architecture retenue
Pour amener sur Mars 100 astronautes, quatre principes architecturaux sont retenus : 
- tous les engins spatiaux sont complètement réutilisables ce qui permet d'abaisser leur cout (le premier étage est conçu pour voler 1 000 fois) ;
- le transporteur martien qui amène les astronautes sur Mars est ravitaillé en ergols alors qu'il se trouve sur une orbite terrestre basse avant son transit vers Mars ;
- les ergols utilisés par les moteurs sont de l'oxygène et du méthane qui peuvent tous deux être extraits de l'atmosphère et du sol de Mars avec des techniques de type ISRU ;
- le transporteur peut ainsi faire le plein d'ergols à la surface de Mars pour redécoller et regagner la Terre dans le but d'être réutilisé.

## Caractéristiques techniques du lanceur
Le lanceur  a une masse de 10 500 tonnes soit environ 3 fois celle de la fusée géante Saturn V utilisée pour les missions habitées du programme Apollo. Haut de 122 mètres (Saturn V ; 111 mètres), il comprend deux étages tous deux réutilisables. La structure du lanceur est réalisée en fibre de carbone pour réduire la masse. Les ergols à l'état gazeux sont utilisés pour pressuriser les réservoirs (pressurisation autogène), ce qui permet de se passer de réservoirs d'hélium à l'origine de la perte de deux lanceurs Falcon 9. Ces ergols gazéifiés sont également utilisés pour les moteurs de contrôle d'attitude,,.
Le premier étage long de 77,5 mètres et d'un diamètre de 12 mètres est propulsé par 42 moteurs-fusées Raptor. Ce moteur en cours de développement chez SpaceX a réalisé sa première mise à feu en septembre 2016. Il brûle un mélange oxygène liquide / méthane et sa poussée au sol est de 3,042 méganewtons (environ 310 tonnes). La poussée totale au décollage du lanceur est donc de 127,8 méganewtons (environ 13 000 tonnes). L'étage a une masse de 6 700 tonnes avec le plein d'ergols et de 275 tonnes à sec. Le second étage est développé en deux versions : une version utilisée pour le transport vers Mars et l'autre pour le ravitaillement en ergols du transporteur martien une fois que celui-ci a atteint son orbite. Cet étage est long de 49,5 mètres pour un diamètre maximal de 17 mètres. Il est propulsé par 3 moteurs-fusées Raptor à tuyère courte (impulsion spécifique de 361 secondes) et 6 moteurs Raptor optimisés pour la propulsion dans l'espace (tuyère longue avec impulsion spécifique de 382 secondes). La version transporteur embarque 1 950 tonnes d'ergols contre 2 500 tonnes pour le ravitailleur. La masse à vide est de 150 tonnes pour le transporteur contre 90 tonnes pour le ravitailleur. Le transporteur peut placer une charge utile de 300 tonnes sur une orbite basse puis après ravitaillement de 450 tonnes sur le sol martien. Le ravitailleur peut emporter 380 tonnes d'ergols en orbite basse,,.

## Déroulement d'une mission

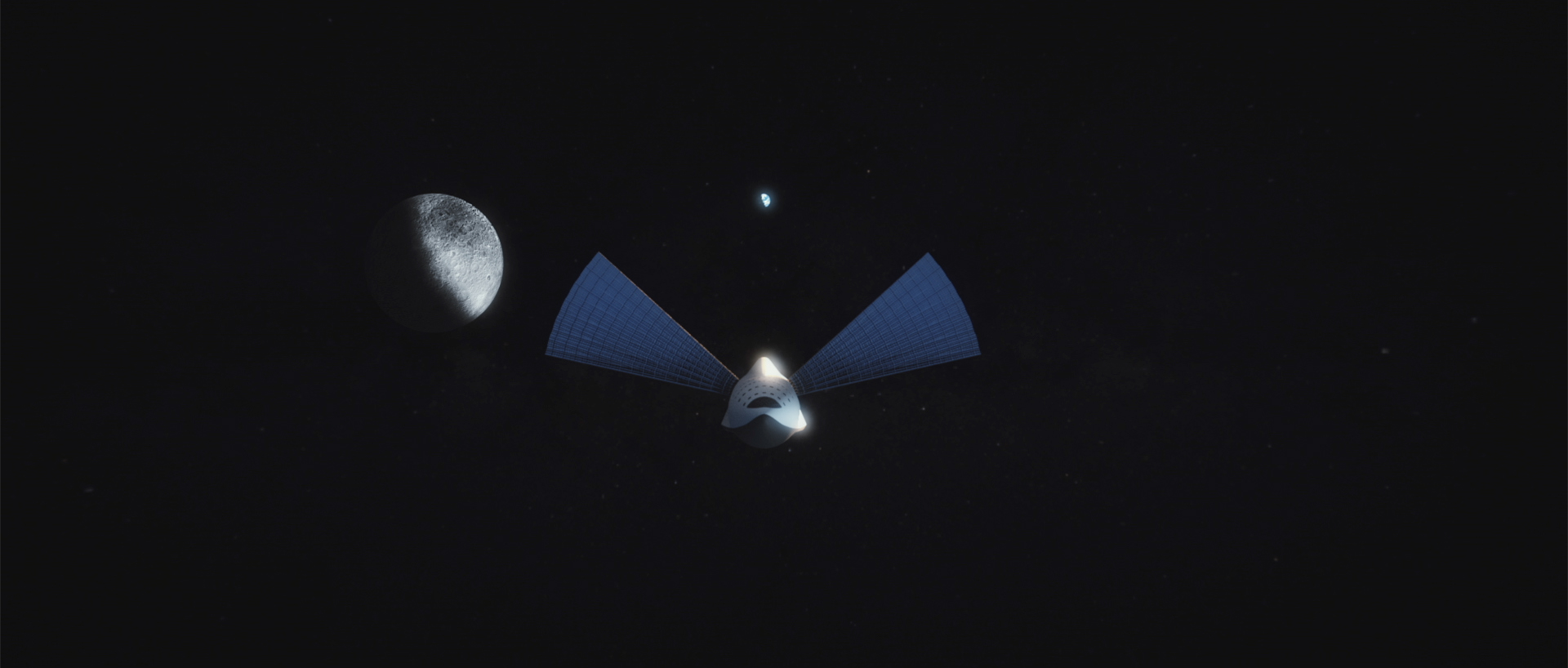
Transit vers Mars.

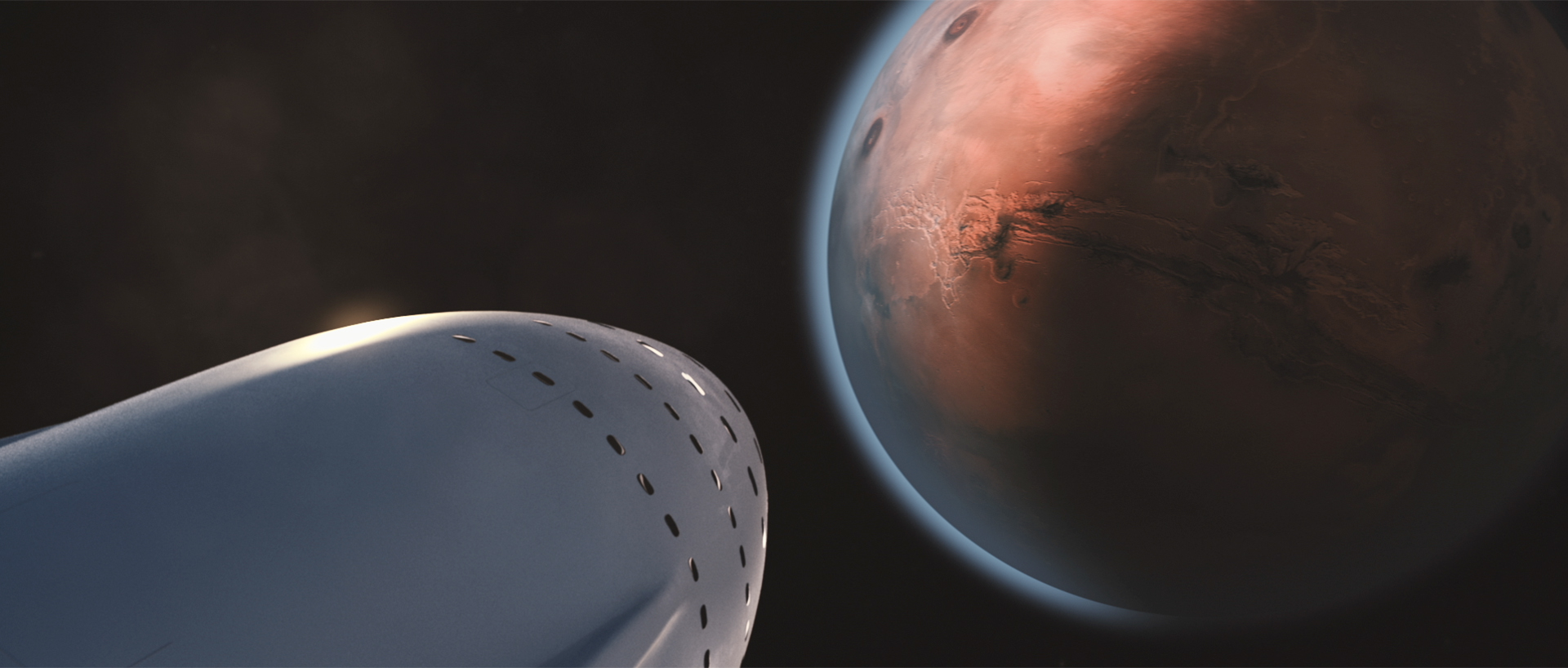
Arrivée du vaisseau en vue de Mars.

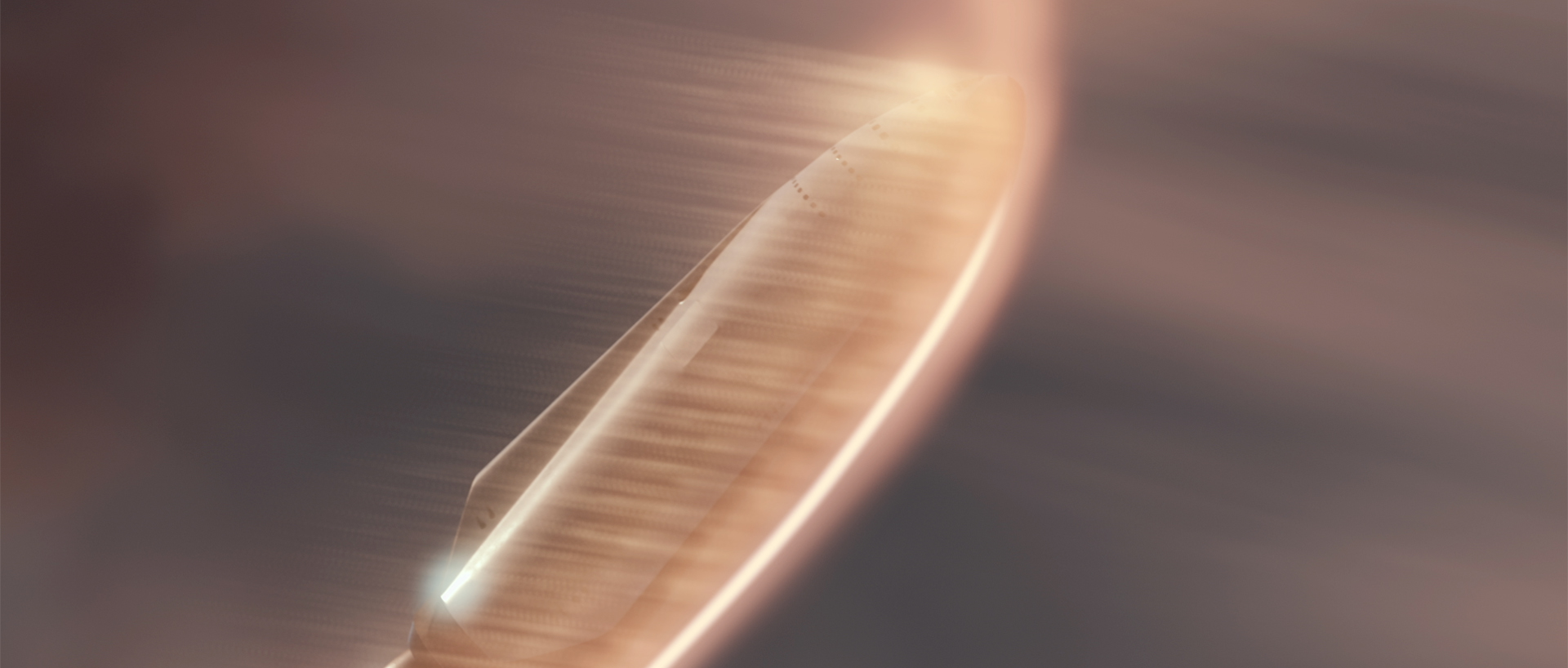
Rentrée atmosphérique du vaisseau avant son atterrissage sur le sol de Mars.

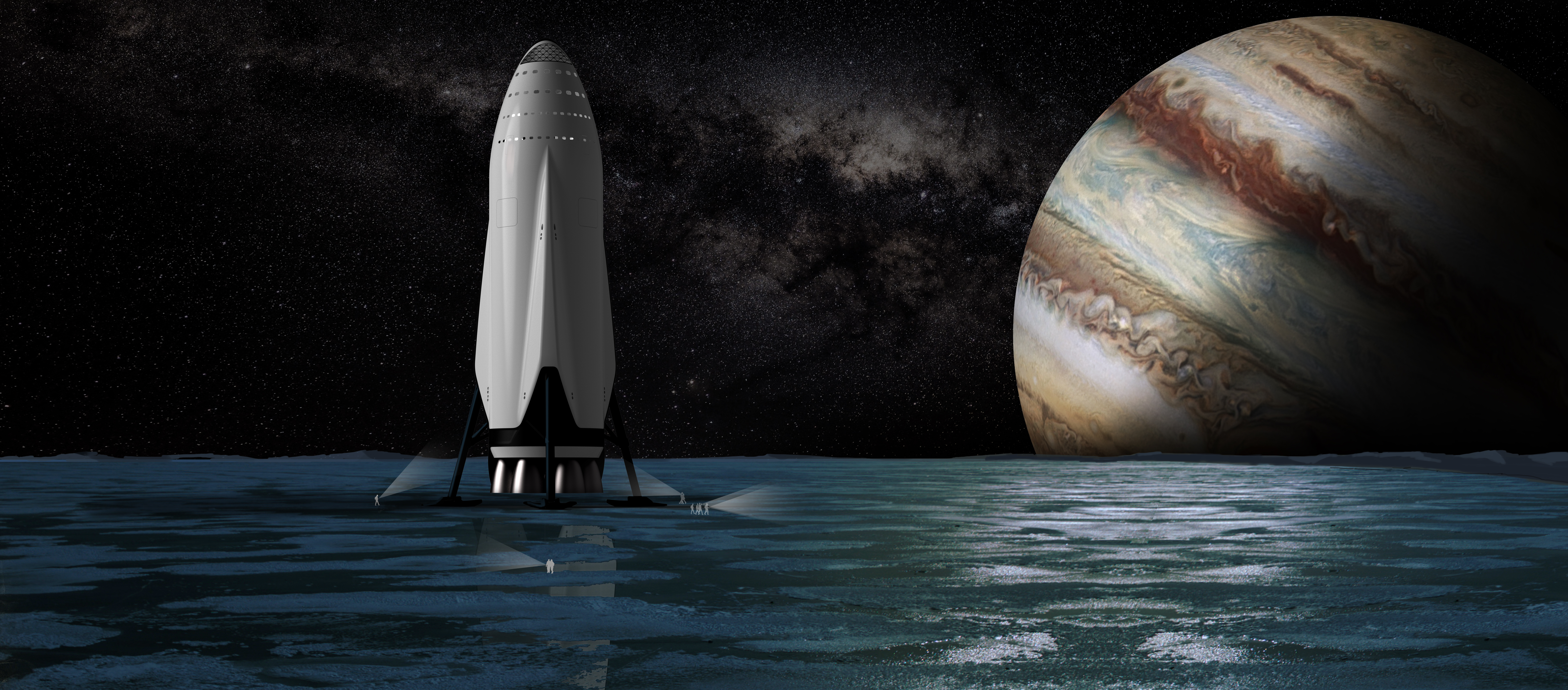
Le système de SpaceX pourrait être utilisé pour explorer d'autres planètes (ici à la surface d'Europe satellite de Jupiter).

La mission type comprend deux lancements. Le premier lancement permet de placer en orbite basse le transporteur martien avec son équipage. Le premier étage une fois sa mission accomplie revient se poser à son point de départ sur le complexe de lancement en utilisant la technique mise au point avec le lanceur Falcon 9 réutilisable (freinage avec des moteurs phase de vol planée, puis atterrissage en utilisant à nouveau la propulsion). Le deuxième étage (le transporteur martien) utilise une partie du carburant qu'il transporte pour atteindre l'orbite basse. Le premier étage est réutilisé peu de temps après avoir refait le plein et effectué des tests pour lancer un deuxième étage de type ravitailleur qui emporte des ergols au transporteur placé en orbite. Une opération de transfert d'ergols a alors lieu entre les deux engins spatiaux,,. 
Une fois les ergols transférés, le transporteur utilise sa propulsion pour quitter l'orbite basse terrestre et s'insérer sur une trajectoire de transit vers Mars. Arrivé à proximité de cette planète, il met en marche sa propulsion pour se freiner puis pénètre dans l'atmosphère martienne. Son bouclier thermique de grande taille (17 mètres de large), constitué par la coque de l'étage et dont une face est recouverte par un matériau réfractaire, le protège de la montée en température et est utilisé pour réduire sa vitesse. Arrivé à proximité du sol, le transporteur se pose sur sa queue en utilisant à nouveau sa propulsion. Du carburant est produit sur Mars à partir des ressources locales (ISRU), ce qui permet au transporteur de redécoller puis de revenir sur Terre pour être réutilisé,,. 
Un projet aussi ambitieux coûte très cher. Son prix évalué en septembre 2016 à environ 10 milliards US$ est obtenu grâce à la réutilisation systématique des engins spatiaux utilisés. Le premier étage est conçu pour être réutilisé 1 000 fois, le ravitailleur qui ne va pas au-delà de l'orbite basse terrestre 100 fois et le transporteur 12 fois,,.

## Site de lancement
Il est prévu que la fusée décolle depuis le pas de tir 39A de la base de lancement Kennedy en Floride. C'est de ce pas de tir qu'ont décollé les fusées Saturn V qui ont placé les vaisseaux Apollo en orbite. Le pas de tir est en 2016 en cours d'aménagement par SpaceX pour y lancer son lanceur lourd Falcon Heavy. Pour qu'il puisse être utilisé par le lanceur lourd ITS, il faudrait toutefois effectuer des travaux de renforcement car le pas de tir permet de supporter une masse totale de 12 700 tonnes trop réduite pour le lanceur super-lourd et les installations de lancement.

## Financement
Le dirigeant de SpaceX, Elon Musk, avançait en septembre 2016 un coût de développement de 10 milliards US$ pour la réalisation de l'ensemble du système de transport. Le coût de fabrication d'un seul lanceur avec un deuxième étage de type ravitailleur et un vaisseau destiné à transporter l'équipage est évalué à 560 millions US$. Il prévoit de financer le développement de son lanceur géant grâce aux bénéfices réalisés par la société qu'il détient et de sa fortune personnelle. Il considère que la colonisation de Mars, objectif ultime de son projet, doit être vue comme un gigantesque partenariat public/privé comme celui qui a abouti, selon sa vision, à la formation des États-Unis. Pour le futur colon martien, le prix du voyage pourrait descendre à environ 100 000 à 140 000 US$ et le retour vers la Terre serait gratuit.

## Critique du projet
Robert Zubrin, ingénieur américain, expert en systèmes de propulsion spatiale et concepteur d'un scénario bien connu de équipage humain vers Mars baptisé Mars Direct a analysé la proposition de Elon Musk :
Grande taille du lanceur
Le lanceur proposé par Musk est quatre fois plus gros que la fusée Saturn V. Bien que la société SpaceX rencontre un succès commercial indéniable, il n'est pas douteux que SpaceX n'aura pas les moyens de financer le cout d'un engin aussi colossal dont le coût est évalué par ses concepteurs à plus de 10 milliards US$.
Utilisation du méthane et oxygène liquides
Le scénario prévoit d'utiliser pour toutes les phases propulsées (lancement, transit et retour sur Terre depuis la surface de Mars) les ergols méthane et oxygène liquides. C'est un excellent choix de scénario car ces ergols ont une bonne capacité énergétique tout en étant plus denses et moins volatils que le mélange hydrogène/oxygène. C'est d'ailleurs le choix effectué par Zubrin dans son scénario de mission martienne de référence Mars Direct. Toutefois, bien que la fabrication de méthane et d'oxygène à partir du dioxyde de carbone et de l'eau martienne soient probablement faisables, ce ne sera pas sans beaucoup d'effort, d’énergie et d'investissement. Aussi, le scénario retenu pour le transport martien doit faire en sorte de maintenir ce fardeau imposé à la base martienne dans des limites gérables.
Très grandes quantités de méthane/oxygène liquide fabriqués à la surface de Mars
Dans la mesure où tout le scénario de Musk repose sur ce choix, il est essentiel de lier l'échelle du projet (le nombre de personnes transportées, le tonnage du vaisseau) à la capacité de production des ergols sur le sol évaluée de manière réaliste.
Tous les engins spatiaux sont réutilisables
C'est un choix central qui permet de limiter les couts et pour lequel SpaceX a déjà fait ses preuves avec le lanceur Falcon 9. Toutefois, le caractère réutilisable n'impose pas obligatoirement un retour sur Terre. En général, il serait plus pertinent de réutiliser les engins déjà dans l'espace. Ce principe est mis en œuvre en partie par le scénario de SpaceX avec le remplissage en orbite du seconde étage, mais il est ignoré ailleurs avec des conséquences importantes sur le cout réel du programme. Par ailleurs, la fréquence avec laquelle un engin spatial peut être utilisé doit être pris en compte.
Remplissage des réservoirs du second étage dans l'espace
Transférer des ergols cryogéniques en gravité nulle constitue un défi technique qui n'a jamais été relevé. Le problème est qu'en gravité nulle, l'ergol se trouve à la fois dans deux phases mélangées entre elles et que, dans ces conditions, l'utilisation de pompes devient difficile. Toutefois, une solution peut sans doute être trouvée.
Utilisation du second étage pour descendre sur le sol martien et en revenir
Ce choix du scénario est une très mauvaise idée. Il impose de descendre sur le sol martien tout l'appareil propulsif d'une masse d'au moins 60 tonnes ainsi que les énormes réservoirs utilisés depuis l'orbite basse terrestre ce qui entraîne une diminution importante de la charge utile et impose un niveau de production important pour l'usine de production d'ergols installée sur Mars. Par ailleurs, ce vaisseau de grande taille, couteux en capitaux, ne pourra effectuer un aller-retour Terre-Mars qu'une fois tous les quatre ans compte tenu de l'ouverture d'une fenêtre de lancement tous les 2 ans.
Transit d'un habitat de grande taille de la Terre à Mars et retour
C'est une très mauvaise idée car cet habitat ne sera utilisé que dans un seul sens et une fois tous les 4 ans. Si l'objectif est de construire une base ou une colonie sur Mars, tout habitat de grande taille doit rester à la surface de la planète pour servir de quartier d'habitation aux colons.
Transit rapide vers Mars
Le transit rapide vers Mars proposé dans le scénario (115 jours), en partant du principe qu'il est réalisable, impose un surcout important. Ce choix ne se justifie absolument pas car il impose de tripler le cout du transport pour réduire de 65 jours (en moyenne) le temps de transport.
Utilisation de rétrofusées durant la phase de vol supersonique de la descente sur le sol Martien
Le recours aux rétrofusées dans la phase de vol supersonique pour faire atterrir des masses importantes sur le sol est une percée majeure de SpaceX qui a effectué des démonstrations couronnées de succès avec le retour des premiers étages du lanceur Falcon 9 sur Terre. Le recours sur Mars à une telle technique est démontré en principe. Mais SpaceX propose de la mettre en œuvre sur un engin 50 fois plus massif. Par ailleurs, cette technique impose des contraintes supplémentaires sur le système propulsif rendant l'objectif d'un transit rapide encore plus difficile à atteindre.

## Avancement du projet

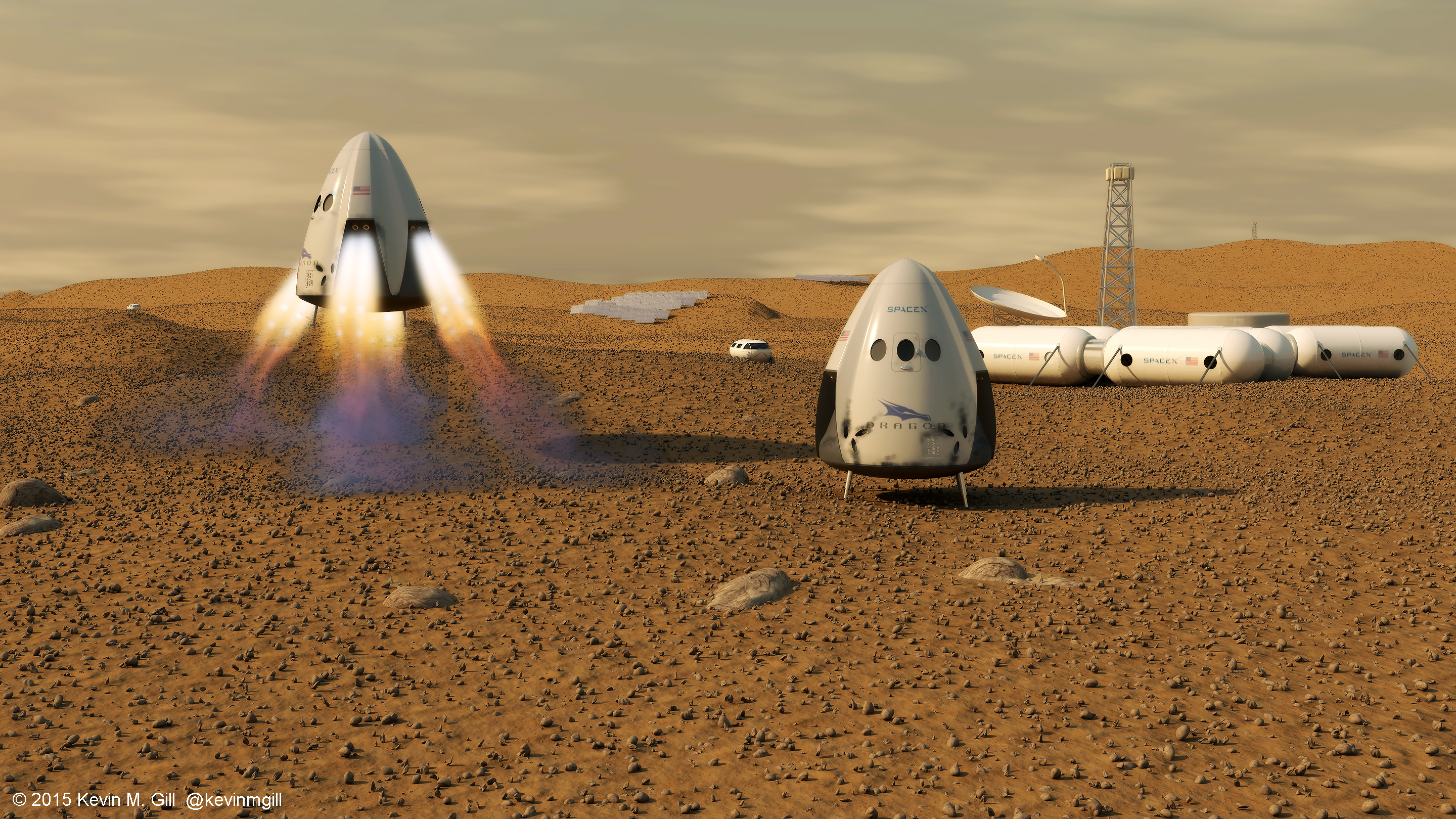
Vaisseau Dragon de SpaceX sur Mars (Vue d'artiste).

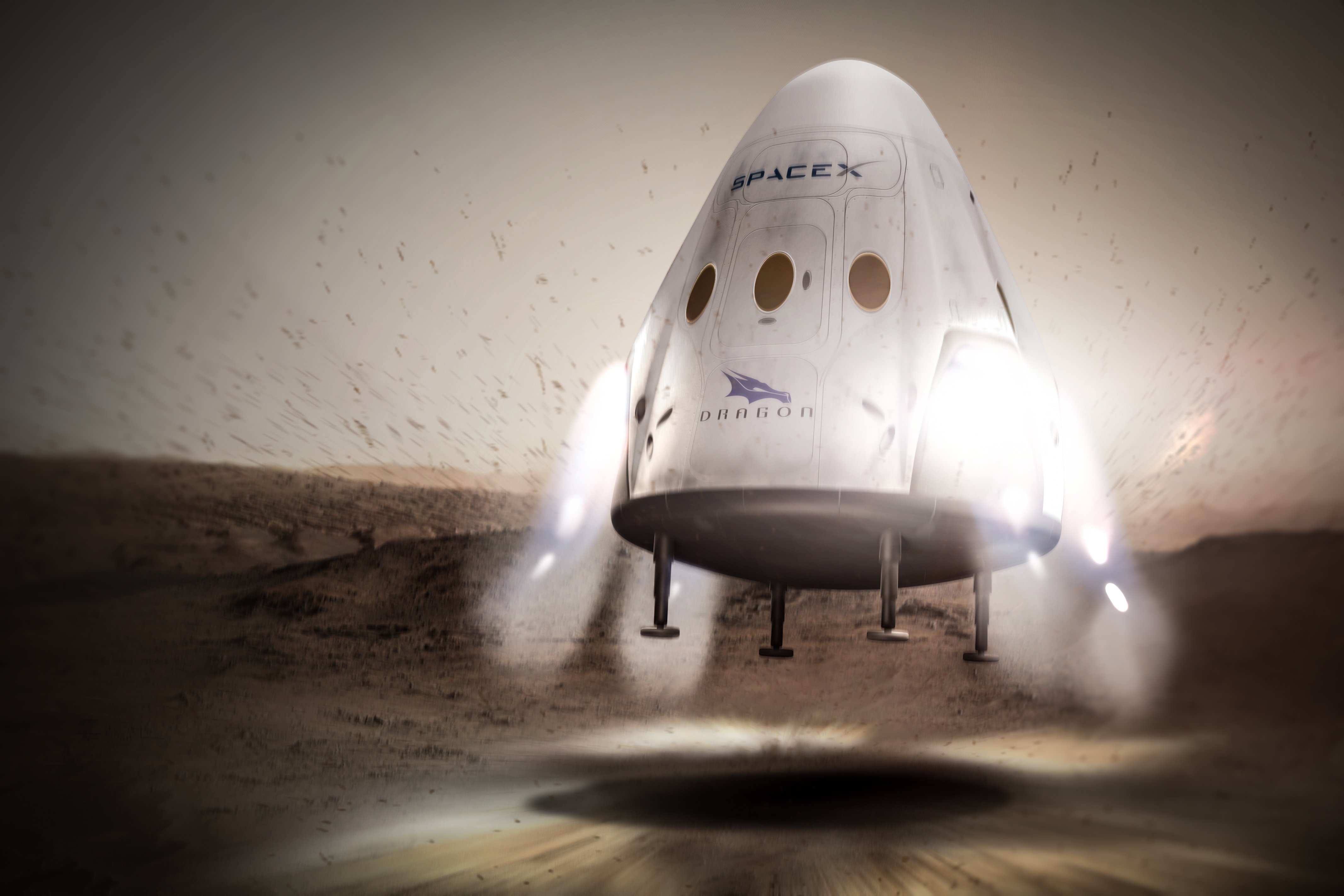
Atterrissage d'un vaisseau sur Mars en 2018.

SpaceX est engagé dans plusieurs projets qui doivent contribuer à mettre au point des technologies ou des composants qu'il est prévu de réutiliser pour le Système de Transport Interplanétaire :
- la société a mis au point une technique permettant la réutilisation théorique du premier étage d'un lanceur grâce à une phase propulsive permettant de ramener celui-ci jusqu'à son point de départ et à un atterrissage en douceur ;
- SpaceX développe le futur moteur-fusée Raptor de 300 tonnes de poussée qui doit être utilisé par le nouveau lanceur ;
- enfin, la société met au point une technique de propulsion supersonique qui doit être testée sur un vaisseau Dragon chargé d'atterrir sur Mars dans le cadre d'une mission robotique qui pourrait avoir lieu vers 2018. Cette technique pourrait constituer un progrès important pour l'atterrissage des charges lourdes sur le sol martien car les techniques actuelles ne permettent pas de poser plus d'une tonne.

## Colonisation de Mars
Le Transporteur Colonial Martien a été décrit comme un grand vaisseau spatial interplanétaire capable de transporter 100 personnes à la fois sur Mars. Toutefois, les premiers vols devraient transporter moins de personnes et plus d'équipement. L’utilisation d’un important réservoir d'eau est une possibilité envisagée pour protéger les occupants contre les rayonnements cosmiques et la teneur en oxygène des cabines devrait être jusqu'à deux fois supérieure à celle de l'atmosphère terrestre.
La colonie sur Mars envisagée par Musk commencerait modestement, avec un groupe initial de moins de dix personnes. Musk espère qu'un tel poste pourrait évoluer vers un dispositif beaucoup plus grand et devenir autonome et comprendre au moins un million de personnes. Selon Musk, « même avec un million de personnes, vous avez besoin d’une productivité incroyable par personne, parce que vous avez besoin de recréer l'ensemble de la base industrielle sur Mars. Vous avez besoin d'extraire et d'affiner l'ensemble des différents matériaux dans un environnement beaucoup plus difficile que celui de la Terre. Il n'y a pas d'arbres, pas d'oxygène ou d'azote qui sont comme sur terre juste disponibles, pas de carburants, mis à part les biocarburants qui peuvent être produits. Si vous pouviez prendre 100 personnes à la fois, vous auriez besoin de 10 000 voyages pour atteindre le nombre d’un million de personnes » dit-il. « Mais vous avez aussi besoin de beaucoup de fret pour soutenir tout ce monde. En fait, votre ratio fret/personne va être assez élevé. Il serait probablement de 10 voyages de fret pour un voyage de colons, donc plus probablement autour de 100 000 voyages. Et nous parlons de 100 000 voyages d'un vaisseau spatial géant ».
Musk a déclaré que son ambition de prix pour un tel voyage était de l'ordre de 500 000 $ US, quelque chose que « la plupart des gens dans les pays avancés, au milieu de la quarantaine ou quelque chose comme ça, pourrait investir [pour faire le voyage] ».
Avant que les premiers colons ne soient transportés vers Mars, un certain nombre de missions de fret serait entrepris d'abord afin d’acheminer les équipements nécessaires, les habitats et autres fournitures sur place. L'équipement qui accompagnerait les premiers groupes comprendrait « des machines pour produire des engrais, du méthane et de l'oxygène à partir de l’azote et du dioxyde de carbone atmosphériques martiens et de la glace d'eau souterraine de la planète ». Les équipements devront aussi comprendre des matériaux de construction pour bâtir des dômes transparents pour permettre la croissance de cultures agricoles.
Selon Elon Musk, le MCT pourrait également servir de premier habitat aux colons sur Mars.

### Concurrence sur le marché du transport lourd
En août 2014, des sources médiatiques ont noté que le marché du lancement américain pourrait se retrouver avec deux véhicules de lancement super lourd en compétition dans les années 2020. Le gouvernement américain développe actuellement le système de lancement spatial SLS qui est un véhicule de lancement lourd pouvant soulever de très grandes charges utiles de 70 à 130 tonnes en orbite basse terrestre. Bien que SpaceX ait minimisé l'aspect compétitif avec le SLS, si SpaceX fait des progrès sur son véhicule de lancement super-lourd dans les années à venir, il est presque inévitable que les deux systèmes américains vont attirer des comparaisons et déclencher un débat sain, potentiellement au niveau politique,.